# José Rafael Pascual Llopis
José Rafael Pascual Llopis (San Vicente del Raspeig, Alicante, 18 de octubre de 1970) conocido como Pachi, es un médico y político español del Partido Popular desde 2003 a 2018 y desde 2022 a la actualidad, y de Ciudadanos entre 2018 y 2022. Es alcalde de San Vicente del Raspeig desde 2023 tras el pacto entre PP y Vox.

## Biografía
Nacido en San Vicente del Raspeig, su apodo Pachi se debe a que también conocían así a su padre, Rafael Llopis Huesca, que fue un conocido panadero del municipio que creó un horno en 1950 y a día de hoy el negocio familiar se mantiene activo con cuatro panaderías.
En su infancia y juventud, Pachi fue jugador del Rigas Club de Fútbol, fundado por Ramón Asensi, un club que jugaba sus partidos como local en el Campo del Rigas, propiedad de la fábrica de cementos de San Vicente, y que era el segundo club de la localidad por detrás del Español de San Vicente. Posteriormente, se dedicó al fútbol sala jugando durante varias temporadas la tradicional liga de empresas de San Vicente.
Su padre fue uno de los fundadores de las fiestas de Moros y Cristianos de San Vicente del Raspeig, que comenzaron el 1 de abril de 1970 con tres comparsas. Una de las tres era la comparsa Moros Nuevos, fundada por su padre y en la cual toda la familia se integró y donde Pachi se convirtió en uno de los principales festeros por parte del bando moro, ostentando el cargo de presidente de la comparsa durante años.
En el apartado profesional, tras licenciarse en Medicina y Cirugía por la Universidad de Alicante con especialidad en Medicina Familiar y Comunitaria, es médico de equipo de Atención Primaria ejerciendo actualmente en el Centro de Salud San Vicente II.

## Trayectoria política

### Etapa de Luisa Pastor
Se estrena como concejal del Ayuntamiento de San Vicente del Raspeig tras las Elecciones municipales de 2003, donde Luisa Pastor Lillo se convierte en alcaldesa con mayoría absoluta por primera vez para el Partido Popular en San Vicente, sacando 11 de los 21 concejales del Pleno, en un municipio tradicionalmente de gobiernos del PSOE en coalición con PSVI o EU.
Se mantuvo como concejal de gobierno con Luisa Pastor durante tres mandatos, ostentando las concejalías de Cultura desde 2003 a 2011, la de Medioambiente desde 2007 a 2011, y la de Deportes desde 2011 a 2015. Bajo su gestión se privatizó el Complejo Deportivo Sur donde se ubica el velódromo Manuel Guijarro, y que fue durante más de una década objeto de problemas y críticas por su gestión privada.
En las Elecciones municipales de 2015 Luisa Pastor se presentó a su quinto mandato como alcaldesa. Pese a que se auguraba un descenso del Partido Popular en muchos ayuntamientos, en San Vicente del Raspeig las encuestas mantenían a Pastor en el gobierno. Pero no fue así, y el PP perdió más de la mitad de su representación, 8 concejales, pasando de 15 a 7, sacando apenas mil votos más que el siguiente partido, el PSOE encabezado por Jesús Villar.
Finalmente el socialista Villar logró la alcaldía con los votos de 4 de los 6 grupos del pleno. En dicha votación de investidura, Luisa Pastor renunció a encabezar la candidatura del PP, cediendo el testigo a José Rafael Pascual, hecho que dejó entrever la retirada política de Pastor, que también renunció a la portavocía del Grupo Municipal Popular, quedándose como concejal de la oposición durante unos meses hasta su retirada.

### Crisis interna en el PP
Durante el mandato de 2015, aunque la portavoz del PP en el Ayuntamiento fue Mercedes Torregrosa, Pachi ejerció como líder local posluisista. Sin embargo, el 15 de junio de 2018, el PPCV de Isabel Bonig impuso a Óscar Lillo como candidato a la alcaldía para las elecciones de 2019. La colocación como cabeza de lista de Lillo representaba el triunfo de la corriente interna de José Juan Zaplana, el que fue portavoz de Luisa Pastor en el Ayuntamiento. Esto provocó la ruptura interna en el PP sanvicentero que hizo que tres meses después, el 17 de septiembre de 2018, Pachi renunciase a su acta de concejal tras 15 años en el Ayuntamiento de San Vicente.
En noviembre, dos meses después se afilió a Ciudadanos, hecho que a los pocos días provocó la renuncia al acta de la concejala del PP Mariela Torregrosa, y que sumó a los populares a múltiples renuncias en la lista para asumir el acta de concejal y que finalmente entrase el número 16, Edgar Hidalgo. La crisis se trasladó al partido donde afiliados populares se marcharon del partido dándose de alta en Cs, incluso se dieron situaciones como la edil Mercedes Torregrosa se mantuvo hasta el final de legislatura en el PP mientras que su esposo se marchó a Ciudadanos. 

### Etapa en Ciudadanos
Proclamado candidato de Ciudadanos a la alcaldía de San Vicente, formó un proyecto de integración con afiliados impulsores de Ciudadanos en San Vicente junto a afiliados procedentes del PP. El resultado electoral puso a Pachi con 6 concejales, mientras que el PP de Óscar Lillo obtuvo 5, convirtiéndose Pachi en líder de la oposición tras formar gobierno el PSOE con 10 concejales y EU con 2 en el llamado pacto de Los Molinos.

### Regreso al PP
El 16 de septiembre de 2022, abandonó su acta de concejal por “desacuerdo con la deriva que estaba tomando Ciudadanos”, y casi un mes después, el 15 de octubre, Pachi fue proclamado candidato del PP a la alcaldía de San Vicente con Carlos Mazón como uno de sus grandes valedores.
En una operación de reunificación interna, se colocó a Óscar Lillo como número 2 en la lista y en puestos de salida a miembros del PP que se habían marchado a Cs como Mariela Torregrosa o Ricardo Bernabéu.
Los resultados electorales de 2023 dejaron al PP de José Rafael Pascual como lista más votada con 9 concejales, hecho que le valió para convertirse en alcalde tras un pacto de gobierno con Vox con 6 ediles.